# Вадсьо
Ва̀дсьо (на норвежки: Vadsø) е град и община в Северна Норвегия. Разположен е в фиорда Варангерфьоден на Баренцово море, фюлке Финмарк на около 1500 km северно от столицата Осло. Основан е през 16 век като рибарско селище. Статут на община получава на 1 януари 1838 г. Има пристанище и летище. Население на града и общината 6074 жители според данни от преброяването към 1 юли 2008 г.

## Личности
Родени
- Мортен Гамст Педешен (р. 1981), норвежки футболист-национал

## Побратимени градове
- Мурманск, Русия